# Erkin Shagayev
Erkin Maqsudovich Shagayev (russisch Эркин Максудович Шагаев ‚Erkin Maxudowitsch Schagajew‘; * 12. Februar 1959 in Taschkent) ist ein ehemaliger usbekischer Wasserballspieler.

## Karriere
Shagayev trat erstmals 1980 bei den Olympischen Spielen in Moskau auf internationalem Parkett in Erscheinung. Dort wurde er mit der sowjetischen Mannschaft Olympiasieger. Im folgenden Jahr gewann das Team bei der Europameisterschaft in Split die Silbermedaille. Bei der Weltmeisterschaft 1982 im ecuadorianischen Guayaquil holte er mit der Nationalmannschaft Gold. Seine dritte internationale Goldmedaille sicherte sich der Sportler 1983 bei der Europameisterschaft in Rom.
Nach dem Ende seiner aktiven Karriere widmete sich Shagayev dem Trainerberuf. Zwischen 1991 und 1999 war er als Berater der australischen Nationalmannschaft tätig und trainierte zudem verschiedene Jugendnationalteams des Landes. Bei den Olympischen Spielen 2004 in Athen betreute er die australische Mannschaft als Cheftrainer. Im Jahr 2013 übernahm er die russische Nationalmannschaft.
Für seine sportlichen Leistungen wurde er 1990 mit dem Titel Verdienter Meister des Sports der UdSSR ausgezeichnet. Im Jahr 2021 erhielt er zudem den usbekischen Ehrentitel Veteran des Sports.